# 機動新撰組 萌えよ剣
『機動新撰組 萌えよ剣』（きどうしんせんぐみ もえよけん）は、2002年12月26日にエンターブレインより発売されたアドベンチャーRPG。通称「萌え剣」。

## 概要
新撰組をモチーフにした作品で、原作・総監督をハドソンの『天外魔境』、セガの『サクラ大戦』を手掛けた広井王子、キャラクター原案を『うる星やつら』『犬夜叉』の作者高橋留美子が、BGMをハドソンの『北へ。』『桃太郎電鉄』シリーズを手掛ける池毅が担当した。
アニメ化されており、2003年11月にOVAの発売、2005年7月から9月にかけて『機動新撰組 萌えよ剣 TV』（きどうしんせんぐみ もえよけん ティーヴィ―）としてテレビアニメが放送された。OVA版はゲームの流れを受け継ぎバトル要素の強い作品になっているが、TV版では担当声優や設定が一部変更され、対照的にラブコメ要素の強い作品になっている。
タイトルは司馬遼太郎の小説『燃えよ剣』を意識したもので、「心に萌える剣を抱く」という意味を持っており、俗に言う「萌えキャラ」という意味合いは持っていない。

## ストーリー（原作）
明治維新後の京都が舞台。東京の大学で過ごしていた弓月新太郎は恩師の勝海舟の命で京都にやってくる。夜の京都で妖怪に襲われる新太郎だったが、機動新撰組を名乗る近藤勇子に助けられるのだった。海舟の命は彼女の所属する京都府警直下特殊警察、機動新撰組の財政管理をすることであった。月日が経つにつれ沖田や土方など新たなキャラクターも加わり新太郎は京都に妖怪が増加した原因に近づいてゆく。

## 登場人物

### 新撰組とその仲間
隊士は全員京都生まれ。
弓月新太郎（ゆづき しんたろう）
声 - 野島健児
年齢：17歳
主人公。新撰組の会計方兼参謀見習い。正義感は強いが流されやすく、飄々とした竜之介とは対照的。誰にでも優しく接するため、敵であるつばめ組にも信頼されている。
瞬間移動の如き連続斬りを得意とする熟達した剣士であり、実力は近藤と互角。流派は柳生新陰流。
新撰組解散後は大学に復学する。
TV版では登場しない。
坂本竜之介（さかもと りゅうのすけ）
声 - 横山智佐
坂本竜馬とおりょうの息子で16歳。愛称は「竜ちゃん」。土佐弁で話す。性格は天真爛漫で飽きっぽく、新しい物好き。機動新撰組を手伝ったり祇園で遊んでいたりと自由奔放な生活をしている。新太郎にとっては弟のような存在。
基本的に人懐こいが、世の中を達観した冷めた部分もある。妖怪に関して贔屓も差別もしない主義だが小動物やその類の妖怪を好む。中性的な容姿をしており、子供の頃は女の子の様に可愛かったと言われている。OVA版では時折、沖田たちのように長いまつ毛が描かれるなどその点が強調されていた。
新撰組でも最高の機動力を持つ強力なキャラクター。日本刀、バズーカ、手榴弾、その他弾薬を大量に持ち歩く。
新撰組解散後は猫丸と共に京を離れ外国を旅している。
TV版では主人公に昇格し、真面目なツッコミキャラとなった。作画も少年から大人びた顔へと変更され、身長も原作では沖田よりも低かったのが、新太郎並に変更されている。
公式サイトやその他公式イラストでは日本刀とバズーカを持ち歩いているが、本編では一切武器を用いない。格闘能力は高く、中国にいた頃は妖怪と素手で渡り合っていた。一方で耐久力はすさまじく低く、頭に石鹸が当たっただけで死んでしまうなど、作品中幾度も命を落としており、そのたびに猫丸に助けられている。
上海にいた頃、妖怪「耶馬蒸籠」との戦いの中、事故で漢々の波動を受け死んでしまったが、分福の計らいで猫丸から9つの命を貰うと同時に蘭々の許婚となった。また、猫丸の持つ9つの命のうち、女性の命により復活した際、身体が女性化してしまった事もある。なお、皇帝の器をめぐる争いでモンタギューに1度殺されており、物語開始当初ですでに2つの命を失っている状態である。
近藤勇子（こんどう ゆうこ）
声 - 折笠愛
年齢：17歳
新撰組局長、近藤勇の娘。武器は霊剣。スリーサイズはB87/W59/H88⇒B92/W59/H89。一人称は「俺」、まれに「あたし」。おりょうを実母のように慕う。作品一の熱血キャラ。趣味は刀集めと賭け事。その為、機動新撰組の借金が膨れ上がる原因を作っている。
熟達した剣士で、一太刀で塔を真っ二つにできる程の腕前。中でも奥義「無刀流・絶」は究極剣技と謳われる。
新撰組解散後は京都府警に入所。新撰組時代とは対照的な真っ黒な衣装を着るようになる。
TV版では、竜之介と小夜子をくっつけようと奮闘する。後半では竜之介へ恋心を抱きながらも、竜之介に惚れた沖田の恋路を援護する。原作と違い羞恥心が全く無い。
土方歳絵（ひじかた としえ）
声 - 松井菜桜子
年齢：17歳
新撰組副長、土方歳三の娘。武器は日本刀と長刀。スリーサイズはB85/W58/H85⇒B93/W59/H90。作品一のクールかつインテリキャラで、チャイナドレス風の衣装を着ている。3ヒロインの中では最後に登場する上、気難しい性格のため攻略が最も難しい。また、近藤との仲が悪く、終盤までその関係は引きずっている。あらゆる方面で特出した能力を持っており、完璧主義者。
冷徹な性格を活かし武器に冷気を纏わせる「凍跡殺」を得意とする。奥義は「武龍桃源斬」。
TV版では、武器が二丁拳銃に変更され、源内が開発したメカ土方も存在する。OVA版では、乙女チックなポエムを綴るという意外な一面もあった。また、近藤との距離も縮まっている。
沖田薫（おきた かおる）
声 - 池澤春菜
年齢：15歳
新撰組一番組組長、沖田総司の娘。武器は式神。当初は二刀流の使い手であった。貧乳に大きなコンプレックスを持つ。新撰組で最も大喰らいかつ大の甘党でもあり、父親と共にくず餅35杯完食の記録を持つ。
容姿は母親の生き写しで髪の色は父親譲り。幼少期から陰陽術の修行漬けで育ったため精神的に不安定な部分があり、時にヒステリックになるが心根は優しい。
TV版では狐の半妖という設定になっており、それが貧乳以上のコンプレックスとなっている。竜之介（実は薫の母親の変装）に愛の告白をされ、竜之介に恋心を抱くようになる。
TVアニメ化に伴い最も作画が変更されたキャラクターで、特に肌の色の変化は劇的である（原作では褐色、TVでは真っ白に近いほど色白）。性格も素直で愛らしい部分が強調されている。
おりょう
声 - 榊原良子
勝海舟と共に機動新撰組を創設した機動新撰組長官。34歳だが歳の割に若々しい。
優しいが仕事に関しては非常に厳しいところがある。基本的に戦わないが、戦闘時には薙刀を使用する。
新撰組新撰組解散後は子供たちに勉学を教えている。
TV版では竜之介の母で機動新撰組の社長をつとめる。作品きっての天然キャラで、息子の竜之介を溺愛する。第2話では竜之介から「新撰組が立ち直ったら上海へ帰る」ということを聞きショックで倒れてしまう。
猫丸（ねこまる）
声 - 田中真弓
上海出身の猫妖怪で300歳。新撰組では給仕を担当。夢は竜之介をビッグな男にすること。中国拳法の達人で、近藤を上回る怪力と猫丸拳と呼ばれる一撃必殺技が得意。シャムルのケーキが大好物。名前とは裏腹にメスである。
新撰組解散後は竜之介と共に海外を旅している。
TV版では蘭々の父である分福の命令で竜之介を守る。自分の持つ9つの命を与えることにより、死者を生き返らせることが可能。竜之介を蘇生させるのが主な目的だが、最終話ではモンタギュー伯爵に殺害された機動新撰組の3人も蘇生させている。
空気を吸い込み膨らんで空を飛ぶことができる。
平賀源内（ひらが げんない）
声 - 三木眞一郎
有名な発明家、平賀源内の四代目。時折マッドサイエンティストな面を見せる。
新撰組解散後はおりょうと共に近所の子供たちに勉学を教えている。
代表的な発明は、原作では機動甲冑、機動剣の改良や機動パトカー。発明のほぼ全てが三代目源内の発明をアレンジしたもの。
TV版では妖怪用フェロモン（第2話）・温泉掘り当て機（第3話）・メカ土方（第5話）等。
渡瀬きよみ（わたせ きよみ）
声 - 笹島かほる
新撰組常駐の看護師。変装が得意で潜入捜査も担当する。美男子に目がない面食い女。明るい性格で大きな声で話す。
新撰組解散後は医師免許を取りドクターとなる。
全作に登場しているが、OVAのみおとなしいキャラとなっている。
青龍（せいりゅう）
声 - 安田美和
「水の青龍」。沖田に仕える式神の一人。青い長髪をお団子にしている。
一人称は「僕」。性別は不明だが中性的な容姿をしており、朱雀からは「青龍ちゃん」と呼ばれる。
礼儀正しく丁寧な物腰。式神4人のリーダー格で、式神たちの意見は彼が取りまとめる。
大量の水を発生させ自由に操ることができる。また、癒しの力を持ち、状態異常の治癒魔法は彼にしか使えない。
巨大な龍に変身することで強大な力を発揮できるが長時間変化すると自制できなくなり暴走状態となってしまう。
八坂神社を司っており、体調は八坂神社の状態に影響される。
朱雀（すざく）
声 - 今野宏美
「炎の朱雀」。沖田に仕える式神の一人。ピンクの長髪を2つに巻いている。
白虎とそりが合わずよく喧嘩している。
炎を自在に操る能力を持ち、白虎と同じく攻撃特化。
巨大な怪鳥に変化できるが、長時間変化していると暴走する。
宇治の平等院鳳凰堂を司っており、体調は平等院鳳凰堂の状態に影響される。
白虎（びゃっこ）
声 - 前田このみ
「風の白虎」。沖田に仕える式神の一人。猫丸をデブ猫扱いしている。
口が悪く、そのことで頻繁に青龍に注意されている。朱雀とはそりが合わず喧嘩ばかりしている。式神では一番力持ち。
雷を自在に操る。
蚕の社を司っており、体調は蚕の社の状態に影響される。
玄武（げんぶ）
声 - 金田朋子
「大地の玄武」。式神4兄弟の末っ子。式神の中で最もか弱く、話し方も弱々しい。治癒能力に優れるが、攻撃能力は一切ない。なお、玄武が末っ子である事のみ判明しているが、他3人の兄弟順は不明である。
玄武神社を司っており、体調は玄武神社の状態に影響される。
TV版では本物の妖怪か否かを見分ける能力を見せている。
メカ土方（メカひじかた）
声 - 松井菜桜子
アニメオリジナルキャラクター。母との想い出がないと言う土方の為に、源内が作った機械人間。
母の写真がないため土方自身をモデルに作られた。土方からは「母上」と呼ばれる。
土方の要望なのか、母親として作成されたにもかかわらず戦闘可能に作られており、ミサイルなどを装備している。

### つばめ組
古き良きものを推奨し妖怪を操る盗賊。TV版では国際妖怪保護機関となっているが、裏で日本の妖怪を拉致して海外に売り捌いて儲けていた。薫も半妖怪ということで拉致されて売られそうになったことがある。
早乙女美姫（さおとめ みき）
声 - 笠原留美
新撰組に対立するつばめ組組長。幾度と新撰組の邪魔をしようと、騒ぎを起こす。早乙女家復興の為に霊力を求めながら明治新政府を恨むというシリアスな役回り。政府から受けた不当な処遇から他人を殆ど信用しない。笑顔は滅多に見せず、なにかと追い詰められた表情をしている。和服のつぎはぎを繕ったドレスを着ており、具のない鍋をつつくほど苦しい生活を強いられている。隠しEDキャラクター。
霊力を利用して妖怪を使役することができる為、自ら戦闘を行うことはないが、屋根から屋根へ飛び移る跳躍力、近藤の刀を弾く腕力など生身の戦闘力も意外と高い。
様々な不幸が重なった結果つばめ組を去り、2代目テトラグラマトン誕生の引き金となる。
TV版ではチャランポランな性格で、常に高笑いを欠かさない。資金稼ぎによる早乙女家復興を目的に活動しているのは同じだが、ハイテクな基地を建造したり温泉旅行に行ったりとかなり裕福に過ごしている。表面上の性格こそ似ているものの、役柄は作中で最も方向転換したキャラクターである。
田中右近（たなか うこん）
声 - 草尾毅
早乙女家に仕える従者。自称「美姫の右腕・一心同体」。
剣峡だったが、妖怪に敗れてから落ちぶれ、行き倒れていたところを美姫に救われ尽くすようになった。
美姫がつばめ組を去ってからは新撰組に協力する。
鈴木左近（すずき さこん）
声 - 中嶋聡彦
元力士で、早乙女家に仕えている。「○○には××っす」が口癖（例：鍋には白菜っす）。
武器は手製の大砲。基本的に新撰組は呼び捨てだが、新太郎に対しては気を許しており君付けで呼ぶ。
美姫がつばめ組を去ってからは新撰組に協力する。

### 旧新撰組関係者
弓月陽一郎（ゆづき よういちろう）
新太郎の父親。栄華を極めた豪商で新撰組や坂本竜馬に莫大な資金を援助していた。
沖田総司（おきた そうじ）
声 - 三木眞一郎
薫の父。薫と同じ蒼い長髪を結っており、穏やか表情をした美形。甘党でくずきり35杯の記録保持者。薫を慈慧の元に送った後亡くなった。
沖田の母
薫の母親で総司と同じく穏やかな顔をした女性。
その容姿は髪の色以外は薫と瓜二つである。
土方歳三（ひじかた としぞう）
歳絵の父。歳絵を可愛がっていた。軍服を着た熱血漢。五稜郭の戦いで山県卿に敗れた。OVAでは岩黒卿に敗れたともされており真相は不明。
近藤勇（こんどう いさみ）
自分の信念よりも市民の安全を第一に考えており、京の住人を人質にとったセバトに焼殺された。
平賀源内（ひらが げんない）
声 - 三木眞一郎
機動新撰組の源内の先代で、3代目源内。早乙女沙姫の力を最大限引き出すべく機動甲冑と機動剣を発明した。
現在機動新撰組で使用されている発明品の礎を築いた。
慈慧（じけい）
声 - 麻生智久
薫の師匠。現在は隠居している陰陽術師。テトラグラマトンとの戦いで沙姫を補佐をした。沖田総司の遺言から、幼少期の薫を引き取り修行をさせていたが物心ついた薫に逃げられる。その後は全国を回りながら隠居生活を送っていた。
早乙女沙姫（さおとめ さき）
声 - 宇和川恵美
テトラグラマトンを封印した人物。つばめ組の美姫の母親。近藤らが使用する機動甲冑や機動剣は、元々彼女の為に3代目源内が発明したもの。
巫女服を着た黒髪の美人。
早乙女家は妖怪と通じる力を持つ京の名家で、妖怪がひしめいた時代最も活躍した神官の家柄。しかし彼女の死後、早乙女家は新政府の陰謀によって没落した。

### 京都府警
叶鏡一（かのう きょういち）
声 - 緑川光
新撰組を嫌っている京都府警の青年。明治新政府の不当な圧力による新撰組解散に疑問を抱き新撰組に協力的になっていく。
鈴香の兄。
松方（まつかた）
アニメオリジナルキャラクター。近藤と因縁のある京都府警の警官。拳法の使い手。

### 新撰組の協力者、関係者
山崎小夜子（やまざき さよこ）
声 - 満仲由紀子
山崎屋2号店洋風茶屋「シャムル」の店長で、ウエイトレスも兼ねている。
穏やかな性格で、お菓子作りが趣味。店に出している西洋菓子は全て小夜子が作ったものである。衣装は父である山崎屋の意見を元にしており、親密度が高ければ土方のチャイナドレスなど、新撰組のコスプレを披露してくれるようになる。
TV版では、前半は竜之介の恋人候補（近藤が勝手に決めた）だったが、第9話より沖田を竜之介と結婚させるよう方針変更した影響で、第8話を最後に最終話まで登場していない。キャラクターデザインも大きく変更されている。
山崎屋（やまざきや）
声 - 青野武
小夜子の父親で本名は山崎茂平。山崎屋1号店店長。新撰組は生活用品の多くを山崎屋から取り入れており、ゲーム内でのアイテムや装備も彼から購入する事になる。
妖怪にも動じない肝の据わった商人で懐が広い。出世払いと見込んでつけを承諾しているが、それゆえに新撰組の借金も多く頭を悩ませることもある。あくまで出世払いのつけを承諾しているため、新撰組解散時は出世の見込みがないとして物品を差し押さえるなど厳しい面も見せている。
娘の小夜子にコスプレさせるのが好き。小夜子と仲良くなると、複雑な反応を見せるようになる。ゲームではまさかの攻略対象になっている（EDはない）。山崎屋にはアイテム売買の為に頻繁に訪ねることになるため、メインヒロインを差し置いて好感度1位になりやすく、注意が必要である。
マスター
声 - 高口公介
アニメオリジナルキャラクター。本名不明。シャムル付属のバーのマスター。寡黙で常にグラスを磨いている。
バーのカウンター内が近藤のお気に入り。
叶鈴香（かのうすずか）
声 - 田村ゆかり
京都府警の叶の妹で12歳の少女。兄と比べるとおっとりした優しい性格で新撰組とも仲がよく、特に土方に懐いている。実は長崎屋の孫であり、新撰組と長崎屋の仲を取り持った。攻略可能なヒロインの一人。
長崎屋（ながさきや）
声 - 掛川裕彦
本名は長崎権蔵。京でも名のある豪商で多くの金を貸し付けていることもあり、新撰組との仲は最悪。
孫の鈴香を溺愛しており、行方不明になった鈴香を助けた新撰組への感情を改めた。
以後、新撰組の持つ無数の借金を一つにまとめて面倒をみたり、新太郎に情報を与えるなどよき理解者となる。
勝海舟（かつ かいしゅう）
声 - 岸野幸正
機動新撰組の創設者で明治新政府に属する政治家。
新太郎の恩師。新政府内では新撰組に対する圧力と日夜戦っている。
おりょうが倒れた際には代わって新撰組の指揮をとる。
TV版ではおりょうを説得し10歳だった竜之介を上海に留学させた人物としてシルエットでのみ登場。
上谷与平（かみや よへい）
声 - 島田敏
温泉街を取り仕切っている旅館の番頭。妖怪の増加で新撰組の妖怪退治を依頼した。
かつては弓月家の使用人として弓月陽一郎に仕えていて、幼い頃の新太郎とも面識があった。そのため新太郎のことを坊っちゃんと呼んでいる。
上谷恵梨（かみや えり）
与平の姪で温泉旅館の女中。かなりの美人で、彼女を温泉に誘う選択肢がある。
白狐（しらぎつね）
声 - 三石琴乃
アニメオリジナルキャラクター。沖田と雪之丞の母親。白い狐の妖怪で、赤い髪をした女性に変化できる。
沖田が幼い頃、何らかの事情で体が黒くなってしまっていた為沖田に黒猫の妖怪だと思われていた。
奔放な性格で、現在は息子にたかって過ごしている。
なお、原作及びOVAに登場する沖田の母は人間である。
浦沢せん（うらさわ せん）
声 - 山崎和佳奈
アニメオリジナルキャラクター。新撰組が度々世話になる金貸し。第8話で、金髪がズラであることが判明。借金の取立てに対する情熱は凄まじく、最終話ではつばめ組に寝返った妖怪達を完全にたじろがせる程だった。茶屋の猫又と親しい。
猫又（ねこまた）
声 - 山川琴美
アニメオリジナルキャラクター。京都の街で茶店を営む猫妖怪。TVシリーズのみの登場。せんと行動を共にすることが多い。後半で人間と結婚し、1人の子供（半妖怪）を産んだ。
蘭々（ランラン）
声 - 沢城みゆき
アニメオリジナルキャラクター。上海から竜之介を追ってきた中国少女。普段の言葉遣いはいわゆる中国訛りだが、シリアスな場面では標準語になる。
餃子の飛行船に乗って登場という衝撃的な登場をした。竜之介が上海に居た時、彼に一目惚れして以来「竜之介の奥様」と自負する。中国妖怪の長の娘で、見た目は華奢な少女だが、人間離れした体術を用いる高い戦闘力の持ち主。武器は鉄扇と暗器。
パチンコ「疾風怒濤編」では新撰組の一員として扱われている。
漢々（カンカン）
声 - 高口公介
アニメオリジナルキャラクター。蘭々に仕えるパンダ妖怪。人語は話せず「ブモッ」という声しか発しないが、人間との意思疎通ができ、圧倒的な格闘術と頭脳を持ち合わせる。エネルギー波を得意とし、近藤を全く相手にせずKOした。また将棋も得意らしく、土方を苦しめる程の実力を持つ。かつて耶馬蒸籠と戦った時、共闘していた竜之介を事故で殺してしまったことがある。
蘭々共々、名前の由来は上野動物園で最初に飼われていたパンダより（ただしカンカンの漢字表記は「康康」であった）。また、パチンコ「疾風怒濤編」では共に新撰組の一員として扱われている。
分福（ぶんぷく）
アニメオリジナルキャラクター。閻魔大王のような姿の大妖怪。中国を牛耳る妖怪達の首領であり猫丸の上司にあたる。蘭々の実の父親。
上海に中華風の巨大な城を構えている。中国妖怪のNo.1の地位や「皇帝の器」の所持により、耶馬蒸籠やモンタギュー伯爵から何度か居城に襲撃を受けている。
その場に配下の妖怪を召喚できる。
モンタギュー伯爵からは分福氏と呼ばれている。竜之介を見込み竜脈を支配する宝具「皇帝の器」を魂に預けた。
顔は怖いが、蘭々曰く良い父親らしい。

### 敵対者 (原作)

#### サンダードーン
テトラグラマトン（先代）
かつて京都を襲った魔族（西洋妖怪）集団「サンダードーン」の元首領。元々は四文字の名を持つ神であった。沙姫、旧新撰組、3代目源内らが総出で封印した妖怪。肉体は滅びその魔力だけが京の封印機に残されていた。回想でしか登場しないが、2代目のテトラグラマトンとなったティスリは彼と全く同じ容姿になっている。なお、現実におけるテトラグラマトンとは、旧約聖書における唯一神ヤハウェをあらわす四文字を指す言葉である。
天戒のティスリ
声 - 伊藤健太郎
サンダードーンの首領でありゲームにおけるラスボス。元はテトラグラマトンの側近の堕天使。テトラグラマトンの復活という大義名分を謳い残党の魔族らを統べ上げたが、その実はテトラグラマトンの魔力を手に入れることで2代目のテトラグラマトンへの変化を目的としている。第一形態は先代と全く同じ老人の姿をした妖怪。第二形態ではエルルを吸収して先代を上回るパワーを手に入れたスマートな姿となる。いずれの形態も冥界を開き、その邪気によって戦う。京都上空において近藤、沖田、土方に敗れ最後は新太郎に首を刀で突き刺されて死亡。残った魔力は先代のテトラグラマトンのように封印機に封じ込められた。
エルル
声 - 玉川紗己子
ティスリに付き従う参謀。ティスリの言葉を代弁する秘書のような女性。テトラグラマトンとなったティスリに殺害される。
マルケシュヴァン
声 - 小野坂昌也
サンダードーン幹部。機動新撰組を助けたり、美姫を気遣うなど謎めいた行動が多いが、作中では何も明かされずに終わった。また、唯一新撰組と戦っておらず、最期まで生き延びている。
テベト & セバト
声 - 高塚正也
声 - 川津泰彦
冷静沈着な科学者であるテベト、粗暴で残虐なセパトの双子。政府を介して機動新撰組に圧力をかける張本人であり、本性は龍の妖怪。テベトは水を、セバトは炎を操る。
魔眼のニサン
声 - 麻生智久
慈悲深い存在を自称する宣教師。正体は千里眼の妖怪。

#### 敵対者 (TV版)
坂崎雪之丞（さかざき ゆきのじょう）
声 - 浪川大輔
薫の義兄で、九尾の狐と白狐の息子。父である九尾の力を受け継いだ完全かつ強力な妖怪で、人間を見下している。父の形見を探すために京で歌舞伎役者をしながら暮らしている。雪之丞は太鼓を形見として受け継いでおり、薫が受け継いだ笛を狙って新撰組に近づいた。好物はきつねうどん。
金髪の美形で小夜子と清美は雪之丞の大ファン。
本来の姿は全長10数メートルほどの巨体。自在に空を飛び、父の形見の太鼓の力で透明になることができる。
最終回シリーズではモンタギューに与する形で登場する。
鬼子母神（きしもじん）
声 - くじら
子供の生霊、つまり魂を喰らい美貌を保つ妖怪だが、美貌とはかけはなれた容姿をしている。
登場時は年老いた老婆だが京の子供達から生霊を集め若返る。近藤と少し交戦した後、松方に逮捕された。
がしゃ髑髏
美姫の操る骸の妖怪。打撃や斬撃を受けてもすぐに復活できる。数も多く新撰組を追い詰めたが、本性を現した式神4人に踏み潰された。
耶馬蒸籠（やばせいろ）
声 - 石原凡
通称ヤバ。味方からはヤバ様と呼ばれている。自らも「ヤバ、ヤバ」という声しか発しない。肉まんから手の生えた不気味な姿をした妖怪。弱そうに見えるが分福に次ぐ中国妖怪のナンバー2。
かつて分福の居城に攻め入ったが竜之介に阻止された。その一件で竜之介を恨み日本までやってくる。
竜之介と戦った時にいた屈強な妖怪の手下は来日時には連れてきておらず、代わりにつばめ組を傘下に収め、美姫に通訳をさせていた。蘭々に対抗してシュウマイ型の飛行船に乗って来訪した。非常に瞬発力が高い。
モンタギュー伯爵
声 - 石塚運昇
西洋から京へ渡ってきた吸血鬼の妖怪で、朱雀門を拠点としている。竜脈を支配する皇帝の器を狙い竜之介をつけ狙う。TV版の黒幕で昔中国にいた頃の竜之介を殺している。
絶大な戦闘能力を誇り、無数の蝙蝠に変化し攻撃を受け流したり、血を吸った相手を操ることもできる。羽織ったマントは右近の爆撃すら通さない。
召喚する蝙蝠には貫通性があり、蝙蝠で相手を貫くことで相手を死に至らしめる。技のバリエーションも非常に多い。
TV版においては唯一コメディ色のない完全な悪人。つばめ組を操り新撰組を乗っ取らせ、蘭々を誘拐した。
その後朱雀門で新撰組と解放された蘭々、寝返ったつばめ組ら全員と戦う。
上記レギュラーキャラほぼ全員を相手に、竜之介、沖田、近藤、土方の4名を次々と殺害するなど圧倒的な実力を見せるが、最後は沖田と蘭々の捨て身技によって竜脈に落とされ彼方へはじき飛ばされた。
その際、蘭々や竜之介共々死亡したかのような演出が取られていたがエピローグでは蘭々らが竜脈から帰還しており、一時的に京から遠ざけられたのが実情だった。
パチンコ版でも最強の（つまり最も大当たり信頼度や確変昇格率が低い）物の怪として登場。パチンコ版のグラフィックでは黒目が描かれていない。
大江山の酒呑童子（しゅてんどうじ）
声 - 小西克幸
OVAに登場。かつて都を震撼させた最強の鬼。
封印の影響で小鬼になっていたが、猫丸の強壮剤により暴走し本来の姿に戻る。
山の様に巨大で屈強な肉体を持つ3つ目の赤鬼。

### 明治新政府
山県有朋（やまがた ありとも）
声 - 川津泰彦
原作のみに登場した陸軍大将。原作での土方の仇。
誠実な人物。
岩黒原三（いわぐろ げんぞう）
声 - 塚田正昭
OVAに登場。土方歳三にとどめの一発を打ち込んだとされる人物（史実では不明で特定されていない）で、五稜郭の戦いで戦功を上げ明治政府に重んじられる政府高官。京都視察の為に明治新政府から派遣された。真偽は定かではないが、土方に脅された際には、土方歳三に会ったことすらないと弁解している。女性のタイプは近藤。

## 用語
機動新撰組（京都府警機動警察別働隊「新撰組」）
主に京都府警の手の及ばない難解な事件を担当する京都府警の直下組織。
弓月陽一郎の協力により勝海舟とおりょうが創設した。
TVでは株式会社となっている。
原作と違い自営業に近いが、政府から帯刀の許可や妖怪許可証の発行の権利を託されており新政府との繋がりはある。
京都府警（明治新政府直下京都府警察）
新撰組のちょうど上層の組織。政府は新撰組に圧力をかける際に京都府警を利用する。身体能力に秀でた者が多いが、妖怪への対抗手段に乏しい。
シャムル
京の商人山崎屋の2号店で店長は山崎小夜子。主に西洋のお菓子と茶が振舞われる。
バーも付属しており、物語中盤からは夜も営業するようになった。制服は小夜子曰く、父親の趣味らしい。
新撰組本部
天国荘と渡り廊下でつながっている。1階には食堂や応接間、2階には長官室があり、地下には医務室と源内の研究室がある。
関の山
TVのみに登場。祇園唯一の妖怪茶屋。妖怪「鳴釜」が運営しており、許可証を持つ妖怪の多くがここで働いている。
つばめ屋敷
京のはずれにある廃屋。つばめ組のアジトがある。
天国荘
機動新撰組専用の宿舎。新撰組本部と渡り廊下で繋がっており各隊士の私室、居間、風呂はこちらにある。
無許可妖怪
TVのみに登場。妖怪人別帳に登録されていない妖怪たち。新政府の統制化においては事実上犯罪者ということになっており、京都府警や新撰組は主に無許可妖怪を逮捕することが仕事となる。
人間に管理されることを嫌う大妖怪や、社会的地位を確立する他国の妖怪などがこれにあたる。
なお、人別帳登録の意思があっても雪女などの存在だけで害を成してしまう妖怪の場合処罰は不明だが、少なくとも人間との関わりは規制される模様。
明治新政府
京都府警及び陸軍を牛耳る政治組織。
トップクラスには邪悪な妖怪と通じる者もおり一枚岩ではない。政府に不利な事件の捜査を揉み消そうとすることがあり、新撰組に対して度々圧力をかけてくる。
TV版にも登場するが、新撰組は株式会社になっているため帯刀などの許可を与えているが政治的な介入は行われない。
妖怪人別帳
TVのみに登場。妖怪も新政府が無害と判別した場合には人別帳に登録することで人間同様に生活することを許可される。
登録された妖怪は許可証の携帯が義務となり、不携帯は重罪として罰せられる。
また、作中で雪女系と言われるようなその気がなくとも人間に害を成してしまう妖怪は通常登録できない。

## 特筆事項

### モテない新撰組隊士
TVシリーズ・OVAシリーズを通して、近藤・土方・沖田の3人はモテないキャラという設定になっている。TVシリーズでは、第2話で蛸妖怪・破壊入道に「お前らよりもキレイなお姉ちゃんといた方がいい」と、OVAシリーズでは第4話で鬼妖怪に「男みたいなお姉ちゃんは嫌だ」（近藤）・「胸のないお姉ちゃんは嫌だ」（沖田）・「三白眼のお姉ちゃんは嫌だ」（土方）などと言われていた。しかし、TVシリーズでは第8話で粧し込んだ沖田がナンパされたことがあった。OVA3話では、近藤が岩黒に好かれることもあった。

### 主役交代
TVシリーズでは竜之介が主役だが、ゲーム・OVAシリーズの主役は弓月新太郎（ゆづき しんたろう、声 - 野島健児）という少年であり、竜之介は準レギュラーだった。TVシリーズでは彼は登場しない。OVAでも新太郎の出番は少なく、実質近藤達が主役であった。

### 武器変更
ゲーム・OVAシリーズでは土方は近藤・沖田と同じく刀が武器（沖田は主に式神）だったが、TVシリーズでは土方の武器は拳銃になっている。ゲーム・OVAシリーズでは機動甲冑なる鎧のような装備も存在した。

### 方言の違い
ゲーム・OVAとTVシリーズでは登場人物の話す方言や話し方が違うものがいる。
- ゲーム
  - 猫丸の一人称が「わたし」（OVA・TVシリーズでは「ニャー」）
- ゲーム・OVA
  - 竜之介は土佐弁
  - 美姫、小夜子は京都弁
- TVシリーズ
  - 近藤の一人称が「俺」（ゲーム、OVAではあたし）
  - 竜之介・美姫・小夜子共に首都圏方言（いわゆる普通の現代日本語）

また、この他の者は両方とも同じ話し方である。

### 土方機械疑惑
TVシリーズの第2話 - 第5話にかけて幾度と冷たい態度を示す土方に対して近藤は「お前機械なんじゃないか？」と土方に対して度々疑惑を抱いていた。そんな中第5話で異常な怪力を見せたり、ミサイルを撃ったりする機械仕掛けのメカ土方が登場する。当初、近藤や沖田は土方は本当に機械だったと思っていたが、実際は源内が母親の顔を知らなかった土方のために勝手に造ったものであり、土方は本当は機械ではなかったのであった。このメカ土方は本物の土方によって壊されてしまうが、後で源内が修理しその後も何度か登場している。

### 和解
ゲーム・OVAシリーズでは近藤・土方は幾度となく反発し合っていた（特にゲーム版で顕著である）が、TVシリーズではこの2人が喧嘩するようなシーンは見られない。特に第5話では近藤が倒れた土方（本当はメカだが、近藤は気付いていない）に泣いて駆け寄るシーンも見られた。最終話では、土方が死んでしまった近藤に対し、「死ぬな」と言うようなところも見られた。

## OVA

### スタッフ
- 監督 - 殿勝秀樹
- シリーズ構成・脚本 - 武上純希
- 演出 - 粟井重紀
- アニメーションキャラクターデザイン - 西野理恵、織岐一寛
- メカニックデザイン - 明貴美加
- 美術デザイン - 佐藤正浩
- 美術監督 - 片平真司
- カラーデザイン - 加藤良高
- 3D監督 - 作野賢一郎
- 撮影監督 - 杉浦充→阿部浩美
- 編集 - 田熊純
- 音楽 - 池毅
- 音響監督 - 菊田浩巳
- プロデューサー - 磯山敦、大井守、辻洋
- アニメーションプロデューサー - 佐久間敏郎、橋本和典
- アニメーション制作 - ピクチャーマジック
- 製作協力 - アニマックスブロードキャスト・ジャパン
- 製作 - マーベラスエンターテイメント、ポニーキャニオン、ピクチャーマジック

### 主題歌
オープニングテーマ「萌えよ剣」
作詞 - 広井王子 / 作曲・編曲 - 池毅 / 歌 - 近藤勇子（折笠愛）、土方歳絵（松井菜桜子）、沖田薫（池澤春菜）
エンディングテーマ「青春の祭り」
作詞 - 広井王子 / 作曲・編曲 - 池毅 / 歌 - 近藤勇子（折笠愛）、土方歳絵（松井菜桜子）、沖田薫（池澤春菜）

### 各話リスト
| 話数  | サブタイトル        | 絵コンテ       | 作画監督 | 発売日         |
| ----- | ------------------- | -------------- | -------- | -------------- |
| 第1話 | 見参!壬生狼の娘たち | 殿勝秀樹       | 織岐一寛 | 2003年11月19日 |
| 第2話 | 激突!祇園祭りの怪   | 小林一三       | 織岐一寛 | 2003年12月17日 |
| 第3話 | 冷汗!仇討ち先斗町   | うえだひでひと | 粟井重紀 | 2004年1月21日  |
| 第4話 | 復活!百鬼の王都     | 殿勝秀樹       | 織岐一寛 | 2004年2月18日  |

## テレビアニメ

### ストーリー（TV）
明治維新後の京都が舞台。人と妖怪が共存し、何気ない日々を送っている街に役所からの許可を得ていない無許可妖怪が街の治安を乱していた。それらを捕らえ京都の治安を守るために機動新撰組が設立される。しかし、多大な借金のために経営危機にたたされる。そんな新撰組のテコ入れのために坂本竜馬の息子である坂本竜之介が上海から帰国するが、個性豊かな新撰組メンバー達によりあれこれ振り回されていく。原作の広井王子はTV版の作風方針から、タイトルの「機動」という言葉を削除することを提案したと語っている。最終的にスタッフの意見からタイトルの変更は行われなかった。没案として「明治（維新）新撰組」が確認されている高橋留美子のデザインを活かし、るーみっくわーるどにふさわしいコメディにこだわった作品として制作された。
元々はゲームだけでメディア展開が打ち切りになると考えていた広井に、アニメ化のオファーが飛び込んだ事で制作が決定した。広井は「高橋留美子先生のテイストは、絶対にアニメのほうが活きる」と喜んで快諾した。広井は本作を時代劇版『めぞん一刻』と評している。また、本作の続編に強い意気込みを見せており、最大の野望は4クール1年間テレビ放送、そして劇場版『機動新撰組 萌えよ剣THE MOVIE』と語っているが、現在のところアニメの続編は実現していない。続編のプロットは明かしており、京都から旅立ち、各地の妖怪と巡り合いながらの旅を描く『犬夜叉』＋『妖怪大戦争』のようなストーリーを望んでいるという。なお、CR機動新撰組萌えよ剣シリーズのシナリオは実質的に本作の続編となっている。

### スタッフ（TV）
- 企画監修 - レッド・エンタテインメント、エンターブレイン
- 監督 - 所俊克
- シリーズ構成 - 武上純希
- キャラクターデザイン・総作画監督 - 滝川和男
- 美術監督 - 宮前光春
- 色彩設計 - のぼりはるこ
- 撮影監督 - わたせとしひろ
- 編集 - 岡田輝満
- 音響監督 - 井上和彦
- 音楽 - 上松範康
- 音楽制作 - ランティス
- 音楽プロデューサー - 井上俊次
- 3DCG制作 - フレームワークス・エンターテインメント
- エグゼクティブプロデューサー - 小林正樹、名越康晃、山崎彰叙
- プロデューサー - 大宮三郎、中西孝
- アニメーションプロデューサー - 岩川広司、佐久間敏郎、岡田正和
- アニメーション制作協力 - 陸演隊
- アニメーション制作 - トライネットエンタテインメント、ピクチャーマジック
- 制作 - 萌えよ剣製作委員会

### 主題歌（TV）
オープニングテーマ「時代の無双花」
作詞 - 畑亜貴 / 作曲 - 太田雅友 / 編曲 - 藤間仁 / 歌 - 佐藤裕美
エンディングテーマ「始まりの風よ吹け」
作詞 - 畑亜貴 / 作曲・編曲 - 田村信二 / 歌 - 藤弥美里

### 各話リスト（TV）
| 話数 | サブタイトル             | 脚本       | 絵コンテ              | 演出           | 作画監督          | 放送日        |
| ---- | ------------------------ | ---------- | --------------------- | -------------- | ----------------- | ------------- |
| 1    | おかえりなさい           | 武上純希   | 所俊克                | 下田久人       | 村井孝司          | 2005年 7月1日 |
| 2    | 乙女の髪に触れもみで     | 武上純希   | 所俊克                | 谷田部勝義     | 原由美子          | 7月8日        |
| 3    | 肌を染めにし湯けむりに   | 隅沢克之   | 所俊克                | 冨田剛司       | 野田めぐみ        | 7月15日       |
| 4    | 遊びをせんとや生まれけむ | 静谷伊佐夫 | 垂永士                | 下田久人       | 野口和夫          | 7月22日       |
| 5    | この胸のときめきを       | 武上純希   | 所俊克                | 西村大樹       | 華房泰堂          | 7月29日       |
| 6    | 夕映えにはえる想い       | 隅沢克之   | 所俊克                | 下田久人       | 村井孝司 原由美子 | 8月5日        |
| 7    | 恋の行方は神頼み         | 静谷伊佐夫 | 所俊克 えんどうてつや | えんどうてつや | 君塚勝教          | 8月12日       |
| 8    | 乙女の色に染まりしお     | 植田浩二   | 所俊克                | 鎌田祐輔       | 烏宏明            | 8月19日       |
| 9    | 月に映りし母への想い     | 長谷川勝己 | 関田修                | 関田修         | 服部憲知 原由美子 | 8月26日       |
| 10   | 想い迷いて憂いけむ       | 静谷伊佐夫 | 菊池一仁              | 西村大樹       | 華房泰堂          | 9月2日        |
| 11   | 契りたがゑどゐたずらに   | 隅沢克之   | えんどうてつや        | えんどうてつや | 空流辺広子        | 9月9日        |
| 12   | 惚れて 暴れて うつむひて | 植田浩二   | 所俊克                | 下田久人       | 村井孝司          | 9月16日       |
| 13   | さようなら               | 武上純希   | 所俊克                | 関田修         | 原由美子 滝川和男 | 9月23日       |

### 放送局
| 放送地域 | 放送局             | 放送期間                | 放送日時           | 放送系列       | 備考             |
| -------- | ------------------ | ----------------------- | ------------------ | -------------- | ---------------- |
| 埼玉県   | テレビ埼玉         | 2005年7月1日 - 9月23日  | 金曜 25:30 - 26:00 | 独立UHF局      |                  |
| 千葉県   | ちばテレビ         | 2005年7月3日 - 9月25日  | 日曜 24:30 - 25:00 | 独立UHF局      |                  |
| 京都府   | KBS京都            | 2005年7月3日 - 9月25日  | 日曜 25:15 - 25:45 | 独立UHF局      |                  |
| 神奈川県 | tvk                | 2005年7月3日 - 9月25日  | 日曜 25:30 - 26:00 | 独立UHF局      |                  |
| 兵庫県   | サンテレビ         | 2005年7月6日 - 9月28日  | 水曜 26:05 - 26:35 | 独立UHF局      |                  |
| 愛知県   | テレビ愛知         | 2005年7月7日 - 9月29日  | 木曜 25:58 - 26:28 | テレビ東京系列 |                  |
| 日本全域 | キッズステーション | 2005年7月12日 - 10月4日 | 火曜 24:30 - 25:00 | CS放送         | リピート放送あり |
| 日本全域 | GyaO               |                         |                    | ネット配信     |                  |

- バンダイチャンネルでも配信されている[4]

### DVD
2006年1月にTVシリーズのDVD-BOXが販売された。

## パチンコ・パチスロ
パチンコ
- CR機動新撰組萌えよ剣（2007年、タイヨーエレック）
- CR機動新撰組萌えよ剣 疾風怒濤編（2009年、タイヨーエレック）
- CR機動新撰組萌えよ剣3（2014年、タイヨーエレック）

なお、2008年にはパチンコによる人気再燃を受け廃盤となっていた主題歌CDも再生産された。
パチスロ
- パチスロ機動新撰組萌えよ剣（2008年、タイヨーエレック）
- パチスロ機動新撰組萌えよ剣〜今宵、花散る〜（2014年、北電子）